# Tournoi d'ouverture du championnat du Belize de football 2012
Navigation
Saison précédente Saison suivante
Le Tournoi Apertura 2012 est le cinquième tournoi saisonnier disputé au Belize.
C'est cependant la 26e fois que le titre de champion du Belize est remis en jeu.
Lors de ce tournoi, le Placencia Assassins (en) a tenté de conserver son titre de champion du Belize face aux onze meilleurs clubs beliziens.
Chacun des douze clubs participant étaient confronté deux fois aux autres équipes de son groupe et une fois à quatre équipes de l'autre groupe. Puis les deux meilleurs de chaque groupe se sont affrontés lors d'une phase finale à la fin de la saison.
Seulement une place pouvait être qualificative pour la Ligue des champions de la CONCACAF.

## Les 12 clubs participants
| \| FC Belize RG City Boys United Police United Defence Force San Ignacio United Belmopan Bandits Verdes FC Juventus San Felipe Barcelona San Pedro Sea Dogs Paradise/Freedom Fighters Placencia Assassins \| Localisation des clubs engagés dans le championnat. |
| FC Belize RG City Boys United Police United Defence Force San Ignacio United Belmopan Bandits Verdes FC Juventus San Felipe Barcelona San Pedro Sea Dogs Paradise/Freedom Fighters Placencia Assassins                                                           |

Ces tableaux présentent les douze équipes qualifiées pour disputer le championnat 2012-2013. On y trouve le nom des clubs, le nom des stades dans lesquels ils évoluent ainsi que la capacité et la localisation de ces derniers.
| Club                      | Stade                         | Capacité | Ville            |
| Defence Force             | Stade Norman Broaster         | 2 000    | San Ignacio      |
| FC Belize                 | Stade MCC Grounds             | 3 500    | Belize City      |
| Belmopan Bandits          | Stade Isidoro Beaton          | 2 500    | Belmopan         |
| Juventus                  | Stade du peuple d'Orange Walk | 3 000    | Orange Walk Town |
| San Felipe Barcelona (en) | Stade du peuple d'Orange Walk | 4 500    | Orange Walk Town |
| San Pedro Sea Dogs (en)   | Stade Ambergris               | 3 500    | San Pedro Town   |

| Club                           | Stade                            | Capacité          | Ville                   |
| RG City Boys United (en)       | Stade MCC Grounds                | 3 500             | Belize City             |
| Verdes FC                      | Stade Pedro Mena Guerra          | Capacité inconnue | Benque Viejo del Carmen |
| Paradise/Freedom Fighters (en) | Stade de Toledo Union (en)       | Capacité inconnue | Punta Gorda             |
| Placencia Assassins (en)       | Stade de Placencia Football (en) | Capacité inconnue | Placencia               |
| Police United                  | Stade MCC Grounds                | 3 500             | Belize City             |
| San Ignacio United (en)        | Stade Norman Broaster            | 2 000             | San Ignacio             |

## Compétition
Le tournoi Apertura se déroule de la façon suivante, en deux phases :
- La phase régulière : les quatorze journées de championnat.
- La phase finale : les confrontations allant des demi-finales à la finale.

### Phase régulière
Lors de la phase régulière les douze équipes affrontent à deux reprises les cinq autres équipes de leur groupe et à une reprise quatre équipes de l'autre groupe selon un calendrier tiré aléatoirement.
Les deux meilleures équipes de chaque groupe sont qualifiées pour les demi-finales.
Le classement est établi sur le barème de points classique (victoire à 3 points, match nul à 1, défaite à 0).
Le départage final se fait selon les critères suivants :
- Le nombre de points.
- La différence de buts générale.
- Le nombre de buts marqué.

#### Classement
Groupe A
| Rang | Équipe                    | Pts | J  | G | N | P  | Bp | Bc | Diff |
| ---- | ------------------------- | --- | -- | - | - | -- | -- | -- | ---- |
| 1    | Belmopan Bandits          | 31  | 14 | 9 | 4 | 1  | 26 | 4  | +22  |
| 2    | Defence Force             | 28  | 14 | 8 | 4 | 2  | 25 | 10 | +15  |
| 3    | FC Belize                 | 28  | 14 | 8 | 4 | 2  | 22 | 7  | +15  |
| 4    | San Pedro Sea Dogs (en)   | 13  | 14 | 4 | 1 | 9  | 14 | 27 | -13  |
| 5    | Juventus Managua          | 9   | 14 | 3 | 0 | 11 | 7  | 35 | -28  |
| 6    | San Felipe Barcelona (en) | 8   | 14 | 2 | 2 | 10 | 16 | 34 | -18  |

| Légende : Qualifications et relégations | Légende : Qualifications et relégations |
| --------------------------------------- | --------------------------------------- |
|                                         | Qualifié pour les demi-finales          |

Groupe B
| Rang | Équipe                         | Pts | J  | G  | N | P | Bp | Bc | Diff |
| ---- | ------------------------------ | --- | -- | -- | - | - | -- | -- | ---- |
| 1    | Police United                  | 30  | 14 | 10 | 0 | 4 | 30 | 19 | +11  |
| 2    | Placencia Assassins (en) T     | 29  | 14 | 9  | 2 | 3 | 27 | 10 | +17  |
| 3    | Verdes FC                      | 29  | 14 | 9  | 2 | 3 | 26 | 16 | +10  |
| 4    | RG City Boys United (en)       | 15  | 14 | 4  | 3 | 7 | 15 | 24 | -9   |
| 5    | Paradise/Freedom Fighters (en) | 13  | 14 | 4  | 1 | 9 | 21 | 30 | -9   |
| 6    | San Ignacio United (en)        | 5   | 14 | 0  | 5 | 9 | 7  | 20 | -13  |

| Légende : Qualifications et relégations | Légende : Qualifications et relégations |
| --------------------------------------- | --------------------------------------- |
|                                         | Qualifié pour les demi-finales          |
|                                         | T Tenant du titre                       |

#### Résultats
| Résultats (▼dom., ►ext.)                                   | Def | Bel | Belm | Cit | Ver | Juv | Par | Pla | Pol | Fel | Ign | Ped |
| Defence Force                                              |     | 1-2 | 1-1  |     | 0-0 | 2-0 |     |     | 3-1 | 3-0 |     | 4-0 |
| FC Belize                                                  | 0-0 | 0-0 |      | 3-1 |     | 2-0 |     | 1-0 |     | 0-0 |     | 3-1 |
| Belmopan Bandits                                           | 1-1 | 0-1 |      | 0-0 |     | 3-0 | 3-0 |     |     | 1-0 |     | 2-0 |
| RG City Boys United (en)                                   |     |     |      |     | 0-3 | 2-0 | 0-1 | 0-3 | 1-4 |     | 0-0 | 3-0 |
| Verdes FC                                                  |     | 1-0 | 0-2  | 3-0 |     |     | 3-2 | 0-4 | 2-1 |     | 0-0 |     |
| Juventus                                                   | 0-3 | 0-2 | 0-6  |     | 1-4 |     |     |     |     | 1-4 | 2-1 | 1-0 |
| Paradise/Freedom Fighters (en)                             | 2-3 |     |      | 2-3 | 2-3 |     |     | 0-1 | 2-3 |     | 1-1 | 3-1 |
| Placencia Assassins (en)                                   | 1-0 |     |      | 1-2 | 3-2 | 2-0 | 5-1 |     | 1-0 |     | 0-0 |     |
| Police United                                              |     | 3-0 |      | 3-2 | 1-3 |     | 1-0 | 2-1 |     | 3-1 | 4-2 |     |
| San Felipe Barcelona (en)                                  | 1-2 | 0-8 | 0-1  |     |     | 1-2 | 3-4 | 2-2 |     |     |     | 1-3 |
| San Ignacio United (en)                                    |     |     | 1-2  | 1-1 | 0-2 |     | 0-1 | 0-3 | 0-1 | 1-2 |     |     |
| San Pedro Sea Dogs (en)                                    | 1-2 | 0-0 | 0-4  |     |     | 3-0 |     |     | 1-3 | 3-1 | 1-0 |     |
| - Victoire à domicile - Match nul - Victoire à l'extérieur |     |     |      |     |     |     |     |     |     |     |     |     |

### La phase finale
Les quatre équipes qualifiées sont réparties dans le tableau final d'après leur classement général, le deuxième d'un groupe affrontant le premier de l'autre et inversement.
En cas d'égalité sur la somme des deux matchs, c'est l'équipe ayant marqué le plus de buts à extérieur qui l'emporte puis des prolongations et une séance de tirs au but ont éventuellement lieu.

#### Tableau
|  |                          |            |                  |            |               |      |   |        |        |        |        |        |
|  | 1/2 finale               | 1/2 finale | 1/2 finale       | 1/2 finale | 1/2 finale    |      |   | Finale | Finale | Finale | Finale | Finale |
|  |                          |            |                  |            |               |      |   |        |        |        |        |        |
|  |                          |            |                  |            |               |      |   |        |        |        |        |        |
|  | Police United            | (S1)       | 2                | 0          |               |      |   |        |        |        |        |        |
|  | Police United            | (S1)       | 2                | 0          |               |      |   |        |        |        |        |        |
|  | Defence Force            | (N2)       | 1                | 0          |               |      |   |        |        |        |        |        |
|  | Defence Force            | (N2)       | 1                | 0          | Police United | (S1) | 1 | 0      |        |        |        |        |
|  |                          |            |                  |            |               | (S1) | 1 | 0      |        |        |        |        |
|  |                          |            | Belmopan Bandits | (N1)       | 1             | 1    |   |        |        |        |        |        |
|  | Belmopan Bandits         | (N1)       | Belmopan Bandits | (N1)       | 1             | 1    | 1 | 0      |        |        |        |        |
|  | Belmopan Bandits         | (N1)       |                  |            |               |      | 1 | 0      |        |        |        |        |
|  | Placencia Assassins (en) | (S2)       | 0                | 0          |               |      |   |        |        |        |        |        |
|  | Placencia Assassins (en) | (S2)       | 0                | 0          |               |      |   |        |        |        |        |        |

#### Demi-finales
| Club             | Aller | Retour | Club                     | Commentaire |
| Police United    | 2-1   | 0-0    | Defence Force            |             |
| Belmopan Bandits | 1-0   | 0-0    | Placencia Assassins (en) |             |

#### Finale
| Match aller      | Police United      | 1:1   | Belmopan Bandits  | Stade Isidoro Beaton |  |
| 23 décembre 2012 | Daniel Jimenez 24e | (1:1) | Dennis Serano 45e |                      |  |

| Match retour     | Belmopan Bandits | 1:0 | Police United | FFB Stadium (en) |  |
| 29 décembre 2012 | Buteur inconnu   |     |               |                  |  |

## Bilan du tournoi
| Tournoi d'ouverture du championnat de football du Belize 2012 |                              |
| Champion                                                      | Belmopan Bandits (1er titre) |
| Dauphin                                                       | Police United                |
| Qualifications continentales                                  |                              |
| Ligue des champions 2013-2014 (Phase de groupes)              | Belmopan Bandits             |

## Statistiques

### Buteurs
| Rang | Nom              | Équipe                         | Buts |
| 1    | Daniel Jimenez   | Police United                  | 13   |
| 2    | Evan Mariano     | Police United                  | 10   |
| 3    | John King        | FC Belize                      | 8    |
| 4    | Ashley Torres    | Placencia Assassins (en)       | 7    |
| 4    | Deon McCaulay    | RG City Boys United (en)       | 6    |
| 4    | Leonard Valdez   | Paradise/Freedom Fighters (en) | 6    |
| 4    | Julian Maldonado | Verdes FC                      | 6    |
| 7    | 3 joueurs        | 3 joueurs                      | 5    |